# Concessione terriera
Una concessione terriera è il dono di un possedimento - terreno o privilegio di utilizzo – fatto da un governo o da una autorità come incentivo (inteso al miglioramento) o come ricompensa per un individuo, in particolare per motivi legati al servizio militare. Le concessioni terriere possono essere fatte a singoli o a compagnie di persone come incentivo allo sfruttamento di aree non popolate. Gli Stati Uniti storicamente ebbero numerose concessioni terriere ad individui, con l'intento di lavorare le terre locali e renderle abitabili e fruttuose. La rivoluzione industriale americana venne guidata da una serie di atti legislativi (ad esempio il Main Line of Public Works del 1826) per promuovere il commercio o lo sviluppo di trasporti ed infrastrutture come la Cumberland Road, il Lehigh Canal, il Schuylkill Canal e le linee ferroviarie per unire i diversi stati.

## Antica Roma
I soldati romani ottenevano delle pensioni pensioni (praemia) alla fine del loro servizio che potevano constare in denaro o più spesso in terre. Augusto fissò nel 5 a.C. la somma di 3000 denari la pensione da concedere ad un soldato, elevata a 5000 al tempo di Caracalla. Un denaro era corrispettivo della paga giornaliera di un lavoratore.

## Australia
Nel 1788 gli inglesi reclamarono tutti i possedimenti dell'Australia orientale come propri, formando la colonia del Nuovo Galles del Sud in Australia. La terra venne proclamata terra della corona. A sua volta però questa terra venne concessa localmente ad altri. I maschi abitanti nella nuova area ottennero ciascuno 30 acri a testa più 20 acri a famiglia se maritati e 10 acri a testa per ogni figlio. Tali istruzioni vennero emesse il 20 agosto 1789, unitamente al fatto che gli ufficiali d'esercito dovessero ottenere ciascuno appezzamenti da 100 acri mentre i soldati un appezzamento da 50 acri.
Il governatore Macquarie cancellò questa ripartizione delle terre durante la Ribellione del rum del 1808-09, anche se poi venne ripristinata.
Le concessioni terriere iniziarono a diminuire quando venne introdotta la proprietà privata e vennero posti dei limiti stringenti sulle concessioni. Le istruzioni del governatore Thomas Brisbane vennero emanate il 17 luglio 1825. Dal 9 gennaio 1831, tutte le terre vennero vendute sulla base di un'asta pubblica.
Significative furono le concessioni terriere nella colonia di Swan River (Australia occidentale) e nella Van Diemen's Land (Tasmania) dopo il 1803.
Per la costruzione delle ferrovie australiane, vennero fatte delle concessioni nel 1886 alla Midland Railway of Western Australia, nel 1889 e nel 1897.

## Canada
La Compagnia della Baia di Hudson venne incorporata nel 1670 nella concessione della Terra di Rupert da parte di re Carlo II d'Inghilterra; questo vasto territorio era grande un terzo dell'area attuale del Canada. Dopo il Rupert's Land Act del parlamento britannico, la Terra di Rupert venne venduta nel 1869 al governo canadese da poco costituito per la somma nominale di 300.000 sterline.
In Canada il governo fece delle concessioni terriere per la costruzione della Canadian Pacific Railway.

## Irlanda
Le Piantagioni dell'Irlanda nei secoli XVI e XVII portarono alla confisca di molte terre degli aristocratici irlandesi e la loro concessione a coloni ("planters") inglesi e scozzesi. Il parlamento inglese col suo Adventurers Act 1642 e con l'Act for the Settlement of Ireland 1652 definì specificatamente "Adventurers" coloro che avevano finanziato personalmente la conquista cromwelliana dell'Irlanda e per la purga dei leader della rivolta irlandese del 1641 e della successiva Confederazione.

## Nuova Zelanda
In Nuova Zelanda le principali concessioni terriere da parte dello stato vennero fatte per consentire lo sviluppo della ferrovia nazionale tramite il New Zealand Railways Department: la linea progettata dalla Wellington and Manawatu Railway Company (134 km, 1881) e la linea progettata dalla New Zealand Midland Railway Company (Canterbury - West Coast, 131 km, 1886).

## Stati Uniti

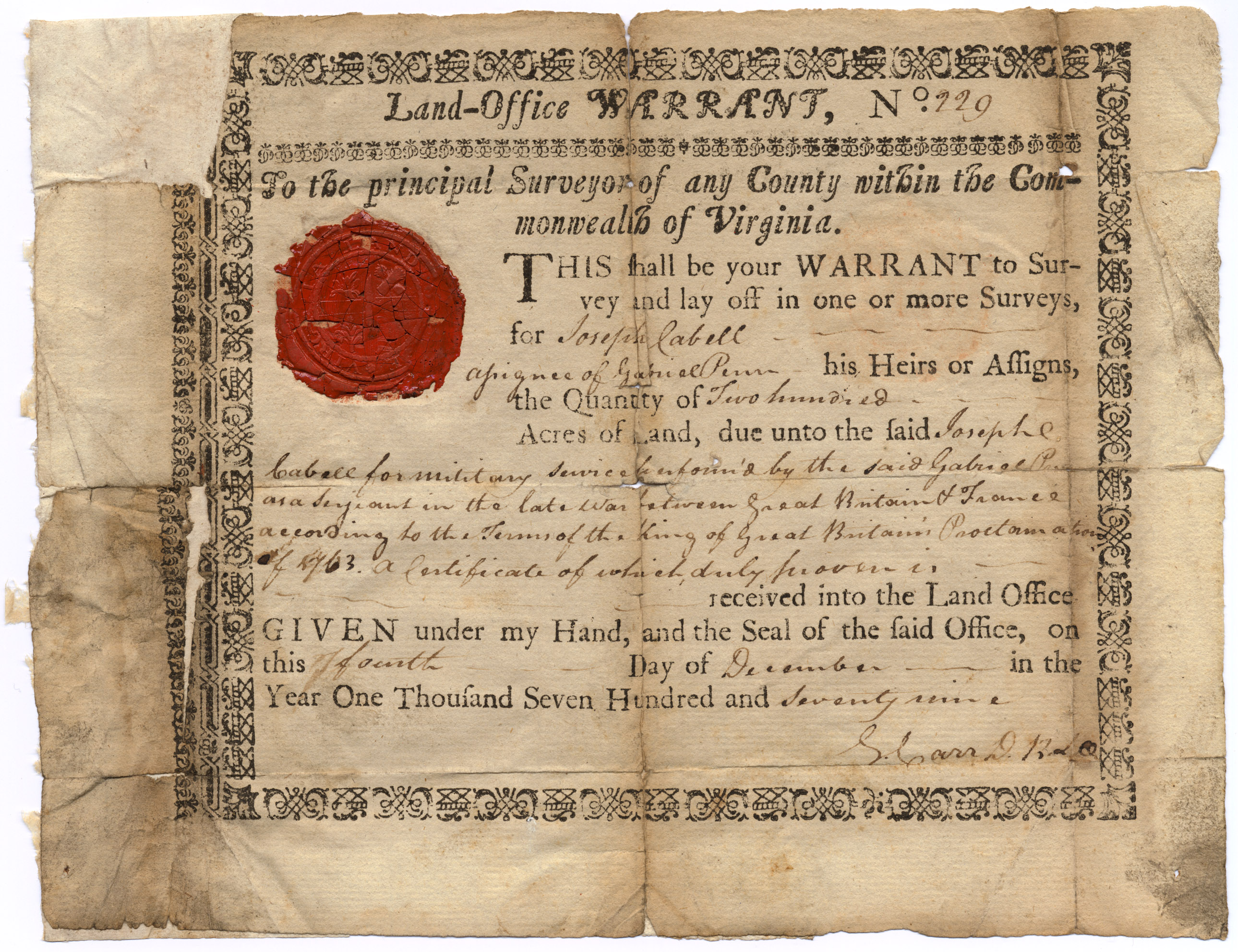
Decreto del Virginia Land Office emesso nel 1779 per Joseph Cabell, assegnatario del sergente Gabriel Penn, per ricevere 200 acri di terra in cambio del servizio militare prestato da Penn nella guerra franco-indiana

### Epoca coloniale
In America, a partire dal XVI secolo, le concessioni terriere vennero fatte con l'intento di stabilire insediamenti, missioni e fattorie in aree ancora in buona parte disabitate. L'Inghilterra aveva inaugurato un sistema usato sia dalla Virginia Company di Londra che dalla Plymouth Colony, ma che poi venne usato anche da alcune colonie come il Maryland. Sulla base di questo sistema, agli emigranti o a quanti pagavano per un passaggio via nave in Nord America, il governo avrebbe concesso della terra da lavorare per un determinato periodo di tempo (ovviamente la servitù e gli schiavi africani non potevano far valere questo diritto). Tra i paesi che concessero delle terre sulla base di questo stesso principio vi furono anche Spagna, Portogallo e Paesi Bassi.
Con lo sviluppo della legge coloniale inglese, il diritto "a testa" venne meno a favore di una patente di concessione per dar prova di aver avuto una concessione legalmente. Sulla base della dottrina del planting and seeding ("piantare e seminare"), le patenti venivano richieste per coltivare 1 acro (4000 m2) di terra e costruire una piccola casa sulla proprietà.
Tra il 1783 ed il 1821, la Spagna offrì delle terre a chiunque si insediasse nella sua colonia della Florida. Quando gli Stati Uniti acquisirono il possedimento, il governo statunitense si accordò per riconoscere tutte le terre concesse dal governo spagnolo, anche se non mancarono le contestazioni. Spagna e Messico utilizzavano il medesimo sistema per concedere le terre attorno al Rio Grande al confine tra Texas e Messico. Queste concessioni venivano emesse per aiutare la colonizzazione dell'area e rafforzare nel contempo le rispettive frontiere con ulteriori villaggi. Durante i periodo messicano della California (ed altre porzioni di territorio messicano derivati dalla Nuova Spagna), il governo messicano concesse centinaia di ranchos (vasti appezzamenti di terra, in inglese rench). I ranchos suddividevano la terra in maniera geometrica, disposizione ancora oggi visibile nella terra agricola della California.

### La concessione delle terre pubbliche
Il futuro presidente Thomas Jefferson abbozzò la Ordinance of 1784 per i territori dei monti Appalachi ad ovest, andando a costituire il primo fondamento del Public Land Survey System. La Land Ordinance of 1785 diede modo di far insediare delle persone anche nelle terre governative. La Northwest Ordinance del 1787 stabilì tale consuetudine nei Territori del Nordovest, stabilendo quali e quante terre potessero essere acquistate da privati per ciascuna comunità, tenendo presente la necessità di terreni per la costruzione di scuole o altri edifici governativi o per la comunità. Il governo federale acquisì nuovi territori grazie a vantaggiosi contratti con i nativi americani come nel caso del Trattato di Chicago del 1833 col quale molte tribù dell'est si accordarono per spostasi verso il fiume Mississippi. Le rendite delle terre pubbliche furono la principale fonte di sostentamento del governo federale per tutto il XIX secolo, assieme ovviamente alle tasse.
Dalla fine della rivoluzione americana, i veterani statunitensi iniziarono a ricevere più volentieri delle terre anziché delle somme di denaro come remunerazione del servizio svolto. Le terre confiscate, spesso in lotti di 160 acri ciascuno, vennero concesse a ciascun veterano dal 1775 al 1855, includendo quindi anche quelli della guerra del 1812 e della guerra messico-statunitense e delle varie guerre con gli indiani. Le terre garantite in concessione aiutarono lo sviluppo di insediamenti nei Territori del Nordovest (ed in parti minori nell'Ohio, nel'Indiana, nell'Illinois e nel Wisconsin) oltre che sul Platte Purchase nel Missouri. La possibilità di ottenere delle terre venne espansa con una serie di atti del Congresso nel 1842, 1850, 1852, e 1855, rese anche trasmissibili ai discendenti. Le concessioni si bloccarono con la guerra civile americana.
Nel corso del XIX secolo, vari stati (o persino alcune città) come del resto il governo federale fecero delle importanti concessioni terriere per incoraggiare il miglioramento dei trasporti, favorire lo sviluppo terriero, la costruzione di ponti e canali. Il Land Grant Act of 1850 concesse 3,75 milioni di acri di terra per supportare il progetto di una ferrovia; dal 1857, 21 milioni di acri di terra pubblica vennero utilizzati per la costruzione di una ferrovia nella valle del Mississipi. Universities were also beneficiaries of land grants. Tutte le cinque ferrovie transcontinentali vennero costruite utilizzando delle concessioni terriere.

#### Impatto economico
È nota comune che nella politica federale degli Stati Uniti la concessione terriera abbia avuto nei secoli un impatto positivo sullo sviluppo economico nel XIX secolo.